# Andrei Leonte
Andrei Leonte (n. 25 martie 1989, Vaslui) este un cântăreț, compozitor/textier și videoblogger român, câștigător al primei ediții a emisiunii X Factor și vedetă de televiziune.

## Biografie
Andrei Leonte s-a născut la Vaslui. Din clasa a V-a s-a mutat la Iași, împreună cu familia sa. În martie 2006, la 16 ani, a apărut prima dată pe scena unui club din Iași, ca mai apoi să se înscrie la FreshStar, un concurs organizat de NaționalTV, în cadrul căruia a ajuns în marea finală, printre ultimii 6.
Următorul pas l-a făcut în prima zi din clasa a XI-a, când a fugit de la filologie, la liceul de artă din oraș. Astfel, a făcut ultimii doi ani de liceu la Colegiul Național de Artă Octav Băncilă, absolvind la secția de canto, în anul 2008. A continuat să ia lecții de canto și în București, unde s-a mutat în același an, pentru a studia la Facultatea de Litere.
La data de 1 ianuarie 2012, în urma voturilor telespectatorilor, a fost declarat câștigătorul emisiunii concurs X Factor (primul sezon). În urma acestui fapt, Andrei Leonte a intrat în posesia premiului de 200.000 de euro (impozabil). Sumă care a fost obținută doar la sfârșitul lunii martie 2012, din cauza unor suspiciuni de încălcare a regulamentului de participare la concursul X Factor. Regulament care prevedea ca toți participanții să fie începători, să nu aibă contracte cu case de discuri. Formația, din care Andrei Leonte făcuse parte, avusese încheiat un contract cu o casă de discuri dar acest contract nu a produs niciodată efecte pentru că trupa se desființase.
În prima parte a anului 2012. Andrei a lansat independent (fără label) două piese, în colaborare cu Laurențiu Duță și Adrian Sînă. 
În mai 2012 semnează cu casa de discuri Roton sub care lansează, în octombrie, primul său videoclip: Te iubesc cât 2. A fost și prima colaborare cu Deepside Deejays (compozitorii piesei) cu care avea mai târziu să lege o relație puternică de colaborare. 
Urmează un loc printre finaliștii Eurovision România 2013, numeroase apariții TV, concerte în toată țara și o colaborare de succes cu Salvați Copiii, în cadrul căreia Andrei a fost numit ambasador. 
În luna iulie atinge pragul de 100000 de like-uri pe pagina oficială de Facebook și face cadou fanilor din online piesa Unde-s mulți puterea crește. Este pentru prima dată când Andrei apare și în calitate de compozitor, nu doar textier, orchestrația fiind realizată de Viky Red.
În a doua jumătate a anului 2013 Andrei arată și o altă latura a sa, cea de blogger/videoblogger, scriind sau vorbind despre diverse lucruri care i se întâmplă sau care îi atrag atenția în viața de zi cu zi. 
În decembrie, același an, lansează al 2-lea videoclip din cariera sa muzicală: Te Sun Eu. Muzica este semnată din nou de Deepside Deejays iar versurile sunt de această dată scrise de Dragoș Chircu. 
Pe 25 martie 2015, chiar de ziua lui, Andrei lansează al 3-lea lea videoclip sub labelul Roton: Care pe care. Piesa a fost compusă de Deepside Deejays, deja sub egida propriului lor label (Metropolitan Records) iar versurile au fost scrise de Andrei.
În mai 2015 Andrei Leonte pleacă spre Viena alături de delegația oficială a României la finala Eurovision 2015. Andrei deja făcea parte din echipa Metropolitan Records sub acoperișul căreia a fost scrisă piesa De la capăt/All over again, a fost și unul dintre textierii versiunii în engleză a piesei și l-am putut auzi și în timpul prestației live din semifinală și finală Eurovision, în calitate de backing. Andrei a cântat atunci din backstage, pentru a nu se crea confuzia că Andrei face parte din trupa Voltaj.

## Discografie
Te iubesc cât 2 
O nefericită și un nebun
Partea Rea (52)
Dragoste în haine de casă
Stai oleacă
Avem monștri aici
Uite, marea
Tulburi
Panda